# Нью-Форест
Нью-Форест (англ. New Forest) — национальный парк в Великобритании.

## География и история
Национальный парк Нью-Форест находится на юге Англии. Большая его часть входит в графство Гэмпшир, небольшая — в Уилтшир. Первоначально всю территорию нынешнего Нью-Фореста покрывали леса, однако они в значительной степени к эпохе бронзового века были вырублены. Однако земли здесь показали себя как малоплодородные, и район Нью-Фореста постепенно превратился в ландшафт лесов, лугов и пустошей.
В 1079 году английский король Вильгельм I Завоеватель объявил эту местность заповедным королевским лесом для оленьей охоты. Впервые Нью-Форест упоминается (как Nova Foresta) в книге Страшного суда под 1086 год. В течение столетий эти королевские леса служили поставщиками для королевского военно-морского флота. В годы Первой и Второй мировых войн, когда потребность в древесине была особо высокой, после вырубки лиственных деревьев в Нью-Форесте высаживались хвойные. В настоящее время имеет место обратный процесс.
Приблизительно 90 % территории, входящей в Нью-Форест, принадлежит британской короне. В то же время, около 50 % всех земельных владений королевской семьи в Великобритании сосредоточено в Нью-Форесте. На территории парка находится село Бьюли с одноимённой дворянской усадьбой и музеем гоночных автомобилей.
В 1999 году было принято решение о создании на территории Нью-Форест национального парка. В июне 2004 года были определены его границы. С 1 апреля 2005 года парк официально был открыт. Территория его охватывает площадь в 571 км². Здесь проживают около 38 тысяч человек.

## Флора и фауна
На территории парка живут различные виды оленей: лань, благородный олень, пятнистый олень, китайский мунтжак. Здесь — родина особого вида пони — Нью-Форест-пони. Из других видов животных следует отметить обилие рептилий. В парке обитают обыкновенная медянка, обыкновенный уж, обыкновенная гадюка, прыткая ящерица и др.
Из редких растений, произрастающих в парке, стоит упомянуть росянку, горечавку лёгочную, некоторые виды плауновых, улекс.

## Достопримечательности
- Бьюли
- Лимингтон